# Communes de la province de Rieti
- Haut – A
- B
- C
- D
- E
- F
- G
- H
- I
- J
- K
- L
- M
- N
- O
- P
- Q
- R
- S
- T
- U
- V
- W
- X
- Y
- Z

## A
- Accumoli
- Amatrice
- Antrodoco
- Ascrea

## B
- Belmonte in Sabina
- Borbona
- Borgo Velino
- Borgorose

## C
- Cantalice
- Cantalupo in Sabina
- Casaprota
- Casperia
- Castel Sant'Angelo
- Castel di Tora
- Castelnuovo di Farfa
- Cittaducale
- Cittareale
- Collalto Sabino
- Colle di Tora
- Collegiove
- Collevecchio
- Colli sul Velino
- Concerviano
- Configni
- Contigliano
- Cottanello

## F
- Fara in Sabina
- Fiamignano
- Forano
- Frasso Sabino

## G
- Greccio

## L
- Labro
- Leonessa
- Longone Sabino

## M
- Magliano Sabina
- Marcetelli
- Micigliano
- Mompeo
- Montasola
- Monte San Giovanni in Sabina
- Montebuono
- Monteleone Sabino
- Montenero Sabino
- Montopoli di Sabina
- Morro Reatino

## N
- Nespolo

## O
- Orvinio

## P
- Paganico Sabino
- Pescorocchiano
- Petrella Salto
- Poggio Bustone
- Poggio Catino
- Poggio Mirteto
- Poggio Moiano
- Poggio Nativo
- Poggio San Lorenzo
- Posta
- Pozzaglia Sabina

## R
- Rieti
- Rivodutri
- Rocca Sinibalda
- Roccantica

## S
- Salisano
- Scandriglia
- Selci
- Stimigliano

## T
- Tarano
- Toffia
- Torri in Sabina
- Torricella in Sabina
- Turania

## V
- Vacone
- Varco Sabino